# Diagramă florală

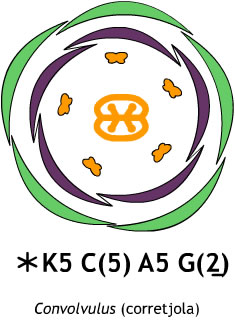

Diagrama florală reprezintă proiecția elementelor florale pe un plan perpendicular pe axul florii.
Pentru reprezentarea grafică a elementelelor florale se utilizează figuri convenționale care imită secțiunile transversale prin elementele respective.